# BBC in Concert
Albums de Killing Joke
Pandemonium Democracy
Sorti en 1995, BBC in Concert est le 11e album du groupe Killing Joke, et leur second enregistrement en concert depuis le maxi « HA » en 1981. Les morceaux 1 à 10 sont issus d'une performance au Reading and Leeds Festival de 1986 en Angleterre, tandis que les trois derniers ont été enregistrés en 1985 à Paris, France.

## Liste des morceaux
1. Twilight of the Mortals
2. Chessboards
3. Kings & Queens
4. Darkness Before Dawn
5. Love Like Blood
6. Sanity
7. Love of the Masses
8. Requiem
9. Complications
10. Wardance
11. Tabazan
12. Tension
13. Psyche